# Eufrazjusz
Eufrazjusz – imię męskie pochodzenia greckiego, złożone z eu, 'dobrze' i phrasis, 'wysławianie się, wymowa'. Imię to oznacza człowieka dobrze wyrażającego się, dobrze życzącego drugiemu człowiekowi. Patronem jest Eufrazjusz z Cuevas, święty z I wieku.
Żeńskim odpowiednikiem jest Eufrazja.
Eufrazjusz imieniny obchodzi 5 stycznia.
Znane osoby o imieniu Eufrazjusz:
- św. Eufrazjusz z Cuevas (I w.) – uczeń św. Jakuba Większego Apostoła, ewangelizator ziem dzisiejszej Hiszpanii
- św. Eufrazjusz Desideri, znany jako Józef z Leonessy (1556-1612) – włoski kapucyn, misjonarz i kaznodzieja
- bł. Eufrazjusz od Dzieciątka Jezus (1897-1934) – hiszpański karmelita bosy, prezbiter i męczennik
- bł. Eufrazjusz od Miłości Miłosiernej (1915-1936) – hiszpański pasjonista i męczennik z Daimiel

Zobacz też:
- Bazylika Eufrazjusza w Poreču, chorw. Eufrazijeva bazilika